# Cameron Ginnetti
Cameron Robert Ginnetti (Vancouver, 9 giugno 1998) è un hockeista su ghiaccio canadese naturalizzato italiano, milita come difensore nel Ritten Sport, squadra della Alps Hockey League.

## Biografia
È un figlio d'arte: il padre è Bob Ginnetti, ex giocatore di hockey su ghiaccio della Nazionale italiana.

## Carriera

### Giovanili
Ginnetti si fece notare nelle leghe giovanili canadesi, inizialmente nel 2013-2014 con i Greater Vancouver Canadians nella BCEHL U18, mentre l'anno successivo con i Grandview Steelers nella PJHL. Per la stagione 2015-2016 firmò con i Langley Rivermen, squadra della BCHL, con cui giocò anche quattro incontri nell'annata precedente. Nel 2016-2017 realizzò 47 assist e 56 punti, risultando il miglior difensore per numero di assist e punti dell'intera lega giovanile. A questi riconoscimenti si aggiunse la nomina nell'All-Star Team.

### Club
Nel 2017 lasciò la terra natia per trasferirsi nella lega giovanile nordamericana USHL, con cui giocò  dapprima con i Fargo Force e in seguito con gli Omaha Lancers e, a partire dal 2018-2019, con i Cedar Rapids RoughRiders per un totale di 80 partite e 11 assist.
Nel 2019 arrivò la chiamata della Clarkson University di Potsdam, con i quali siglò un accordo già nel 2016, ed ebbe così la possibilità di giocare due partite in NCAA e di vincere la ECAC.
Nell'estate del 2019 decise di trasfersi oltreoceano, accettando la proposta dell'Asiago Hockey, club militante in Alps Hockey League, per quella che fu la sua prima esperienza da professionista. Con gli stellati vinse da esordiente il Campionato italiano, bissando poi il successo nella stagione successiva.    Nel 2021 prolungò nuovamente il suo contratto con la squadra vicentina. Nella stessa annata conquistò la Supercoppa italiana 2020 (posticipata a causa della Pandemia di COVID-19), la Supercoppa italiana 2021, il suo terzo scudetto e la Alps Hockey League 2021-2022.
Le positive stagioni trascorse sull'Altopiano non rimasero inosservate e il 14 giugno 2022 firmò un accordo annuale con l'HC Bolzano, squadra iscritta alla lega sovranazionale ICE Hockey League. A seguito dello scarso minutaggio sul ghiaccio con la squadra del capoluogo altoatesino, l'anno seguente decise di accettare la proposta dei Ritten Sport, sancendo il suo ritorno nel campionato di Alps Hockey League.

### Nazionale
In possesso del passaporto italiano e maturate due stagioni consecutive in una squadra di club italiana, necessarie per vestire la maglia azzurra, Ginnetti ricevette la prima convocazione con il Blue Team nell'aprile 2022, in vista di alcune partite amichevoli in preparazione ai Mondiali di Top Division di Helsinki. L'esordio avvenne il 28 aprile nel match perso 2-1 contro la Slovenia al PalaVuerich di Pontebba.
Il mese seguente venne escluso dalla lista dei convocati per i Mondiali di Gruppo A prima della partenza per la Finlandia.

## Palmarès

### Club
- Campionato italiano: 4

Asiago: 2019-2020, 2020-2021, 2021-2022
Renon: 2023-2024
- Supercoppa italiana: 2

Asiago: 2020, 2021
- Alps Hockey League: 2

Asiago: 2021-2022
Renon: 2023-2024

### Giovanili
- Eastern College Athletic Conference: 1

Clarkson University Golden Knights: 2018-2019

### Individuale
- BCHL First Team All-Star: 1

2016-2017
- Maggior numero di assist per un difensore della BCHL: 1

2016-2017 (47 assist)
- Maggior numero di punti per un difensore della BCHL: 1

2016-2017 (56 punti)
- Maggior numero di punti per un difensore della Serie A: 1

2020-2021 (3 punti)